# Beirut (film)
Beirut (denumit anterior "High Wire Act") este un film american thriller politic din anul 2018 în regia lui Brad Anderson. A avut premiera la Festivalul de Film Sundance din 2018. Filmul a fost lansat pe 11 aprilie 2018.
În Beirutul anilor 1980, Mason Skiles (Jon Hamm), un fost diplomat american revine în serviciu pentru a salva un coleg de grupul responsabil pentru moartea familiei sale.

## Povestea
În 1972, Mason Skiles (Jon Hamm) este un diplomat american în Liban și locuiește la Beirut împreună cu soția sa libaneză, Nadia, și cu Karim, un băiat libanez de 13 ani care afirmă că este lipsit de o familie. În timp ce găzduiește o petrecere, Skiles se confruntă cu prietenul său, ofițerul CIA Cal Riley, care dorește să îl interogheze pe Karim, al cărui frate are legătură cu masacrul de la München din 1972. Petrecerea este atacată de fratele lui Karim, Rami, care îl răpește pe Karim; în următoarea luptă, Nadia este ucisă.
Zece ani mai tarziu, Skiles devenit alcoolic, lucrează ca negociator între sindicate în New England. În timp ce arbitrează o problemă a forței de muncă între părți deosebit de intransigente și se luptă să-și mențină afacerea, este abordat de Sully, un client vechi, în numele guvernului S.U.A. Sully îi spune lui Skiles că a fost chemat pentru o conferință academică în Liban și îi dă bani, un bilet de avion și un pașaport. Inițial Skiles se împotrivește, dar decide să călătorească în Beirut. Se întâlnește cu câțiva oficiali ai Departamentului de Stat, Donald Gaines, Gary Ruzak și Frank Shalen, împreună cu ofițerul CIA, Sandy Crowder, și află că Cal Riley a fost răpit recent în Liban, iar răpitorii săi au cerut ca Skiles să negocieze eliberarea sa.
Grupul se întâlnește cu răpitorii, unde află că cel care conduce organizația este Karim. Acesta cere eliberarea fratelui său în schimbul lui Riley, în ciuda protestului americanilor care spun că nu îl țin pe Rami în captivitate. Skiles suspectează că Israelul îl ține pe Rami și călătorește cu Ruzak în această țară pentru a-l elibera și a face schimbul. Israelienii spun că nu îl au pe Rami, iar Skiles se întoarce la Beirut unde se întâlnește cu Alice, soția lui Riley. Alice îl consideră pe Skiles responsabil de răpirea lui Riley, deoarece ea crede că Riley a rămas în Liban simțindu-se vinovat pentru moartea Nadiei.
A doua zi, Skiles ține prelegerea care era motivul său oficial de a călători în Beirut când o mașină-capcană explodează în afara clădirii. În haosul creat, Skiles este instruit să plece pentru a-l întâlni pe Karim. Karim îl aduce la Riley, care îi spune codat lui Skiles că Organizația pentru Eliberarea Palestinei (OEP) îl ține pe Rami și că nu trebuie să aibă încredere în Gaines. Înainte de eliberarea lui Skiles, Karim îi dă un ultimatum pentru ca mai târziu în aceeași noapte să-l aducă pe Rami sau îl va vinde pe Riley iranienilor. Skiles se întoarce în apartamentul lui Riley pentru a căuta indicii, unde se întâlnește cu Crowder. Descoperă că Gaines furase bani de la ambasadă și că Riley se pregătea să facă un raport cu puțin timp înainte de dispariția lui. Skiles o convinge pe Crowder că OEP îl ține pe Rami, iar aceasta fură 4 milioane de dolari din biroul CIA pentru a-i da în schimbul lui Rami.
După ce Skiles atacă un ofițer OEP, reușește să îl ia pe Rami pe care îl duce la locul stabilit pentru a face schimb cu Riley. După ce se realizează tranzacția , Rami este împușcat și ucis de un lunetist Mossad aflat într-o clădire din apropiere; americanii scapă cu succes. Înainte de plecarea din Beirut, el află că Gaines s-a retras în mod neașteptat, iar Ruzak a părăsit Beirutul. Crowder își anunță intenția de a aplica pentru posturile vacante, iar Skiles își oferă serviciile sale în calitate de negociator.

## Distribuție
- Jon Hamm în rolul Mason Skiles, fost diplomat american care revine în serviciu pentru a salva un fost coleg.
- Rosamund Pike în rolul unui agent de teren al CIA care lucrează sub acoperire la ambasada americană, având sarcina de a-l ține în viață pe Mason și de a se asigura că misiunea va avea succes.
- Dean Norris în rolul Donald Gaines, CIA
- Shea Whigham în rolul Gary Ruzak, colonel, Consiliul Național de Securitate
- Larry Pine în rolul Frank Shalen, oficial al Departamentului de Stat
- Mark Pellegrino în rolul Cal Riley, CIA, prietenul lui Mason
- Idir Chender în rolul Karim Abu Rajal
- Ben Affan în rolul Jassim/Rami
- Leïla Bekhti în rolul Nadia
- Alon Abutbul în rolul Roni Niv
- Kate Fleetwood în rolul Alice
- Douglas Hodge în rolul Sully
- Jonny Coyne în rolul Bernard
- Mohamed Zouaoui  în rolul Fahmi
- Mohamed Attougui în rolul Raffik

## Producție
În mai 2015, Deadline a relatat că Jon Hamm a semnat contractul pentru a juca în acest film. În iulie 2015, Rosamund Pike s-a alăturat distribuției. În mai 2016, ShivHans Pictures s-a alaturat proiectului pentru a-l produce și finanța. Dean Norris, Shea Whigham, Larry Pine și Mark Pellegrino s-au alăturat distribuției. Filmările au început în Tanger, Maroc în iunie 2016. Bleecker Street a obținut drepturile de distribuție din S.U.A. în iulie 2017.